# Villers-en-Argonne
Villers-en-Argonne és un municipi francès, situat al departament del Marne i a la regió del Gran Est. L'any 2007 tenia 232 habitants.

## Demografia

### Població
El 2007 la població de fet de Villers-en-Argonne era de 232 persones. Hi havia 107 famílies, de les quals 40 eren unipersonals (24 homes vivint sols i 16 dones vivint soles), 35 parelles sense fills, 24 parelles amb fills i 8 famílies monoparentals amb fills.
La població ha evolucionat segons el següent gràfic:
Habitants censats

### Habitatges
El 2007 hi havia 125 habitatges, 109 eren l'habitatge principal de la família, 11 eren segones residències i 5 estaven desocupats. Tots els 123 habitatges eren cases. Dels 109 habitatges principals, 99 estaven ocupats pels seus propietaris, 9 estaven llogats i ocupats pels llogaters i 2 estaven cedits a títol gratuït; 1 tenia dues cambres, 12 en tenien tres, 28 en tenien quatre i 69 en tenien cinc o més. 87 habitatges disposaven pel capbaix d'una plaça de pàrquing. A 48 habitatges hi havia un automòbil i a 39 n'hi havia dos o més.

### Piràmide de població
La piràmide de població per edats i sexe el 2009 era:
| Homes | Edats   | Dones |
| ----- | ------- | ----- |
| 0     | 95 o +  | 0     |
| 0     | 90 a 94 | 0     |
| 0     | 85 a 89 | 0     |
| 0     | 80 a 84 | 0     |
| 12    | 75 a 79 | 4     |
| 4     | 70 a 74 | 8     |
| 8     | 65 a 69 | 12    |
| 12    | 60 a 64 | 8     |
| 12    | 55 a 59 | 0     |
| 8     | 50 a 54 | 16    |
| 8     | 45 a 49 | 12    |
| 12    | 40 a 44 | 12    |
| 4     | 35 a 39 | 8     |
| 8     | 30 a 34 | 4     |
| 4     | 25 a 29 | 4     |
| 8     | 20 a 24 | 0     |
| 8     | 15 a 19 | 8     |
| 8     | 10 a 14 | 8     |
| 16    | 5 a 9   | 8     |
| 4     | 0 a 4   | 0     |

## Economia
El 2007 la població en edat de treballar era de 137 persones, 95 eren actives i 42 eren inactives. De les 95 persones actives 91 estaven ocupades (50 homes i 41 dones) i 4 estaven aturades (2 homes i 2 dones). De les 42 persones inactives 22 estaven jubilades, 14 estaven estudiant i 6 estaven classificades com a «altres inactius».

### Ingressos
El 2009 a Villers-en-Argonne hi havia 110 unitats fiscals que integraven 241 persones, la mediana anual d'ingressos fiscals per persona era de 16.531 €.

### Activitats econòmiques
Dels 8 establiments que hi havia el 2007, 1 era d'una empresa de fabricació d'altres productes industrials, 2 d'empreses de construcció, 2 d'empreses de comerç i reparació d'automòbils, 2 d'empreses d'hostatgeria i restauració i 1 d'una empresa de serveis.
Dels 3 establiments de servei als particulars que hi havia el 2009, 2 eren electricistes i 1 restaurant.
L'únic establiment comercial que hi havia el 2009 era una carnisseria.
L'any 2000 a Villers-en-Argonne hi havia 10 explotacions agrícoles que ocupaven un total de 375 hectàrees.

## Equipaments sanitaris i escolars
El 2009 hi havia una escola elemental integrada dins d'un grup escolar amb les comunes properes formant una escola dispersa.

## Poblacions més properes
El següent diagrama mostra les poblacions més properes.